# Чернышевский (Челябинская область)
Черныше́вский —  посёлок в Кизильском районе Челябинской области России. Входит в состав Новопокровского сельского поселения.

## География
Посёлок находится на юго-западе Челябинской области, на берегу реки Худолаз, на расстоянии 12 км к юго-западу от села Кизильское, административного центра района, и 350 км к юго-востоку от города Челябинск, административного центра области.

## Население
| 2002 | 2010 |
| ---- | ---- |
| 184  | ↘164 |

## Улицы
| - ул. Бочкарёва, - пер. Молодёжный, | - пер. Речной, - ул. Российская. |